# アブロサウルス
アブロサウルス（Abrosaurus　「繊細なトカゲ」の意味）はジュラ紀中期に現在のアジアに生息していたマクロナリア類の竜脚類恐竜の属の一つである。中国四川省の大山舗累層（en）で発見された多数の恐竜の一つである。多くの竜脚類と同じように、四足歩行の草食動物であったが、竜脚類としては小型で体長は9 m以下であった。頭部は四角く、頂部は鼻腔を含む高い骨質のアーチになっていた。

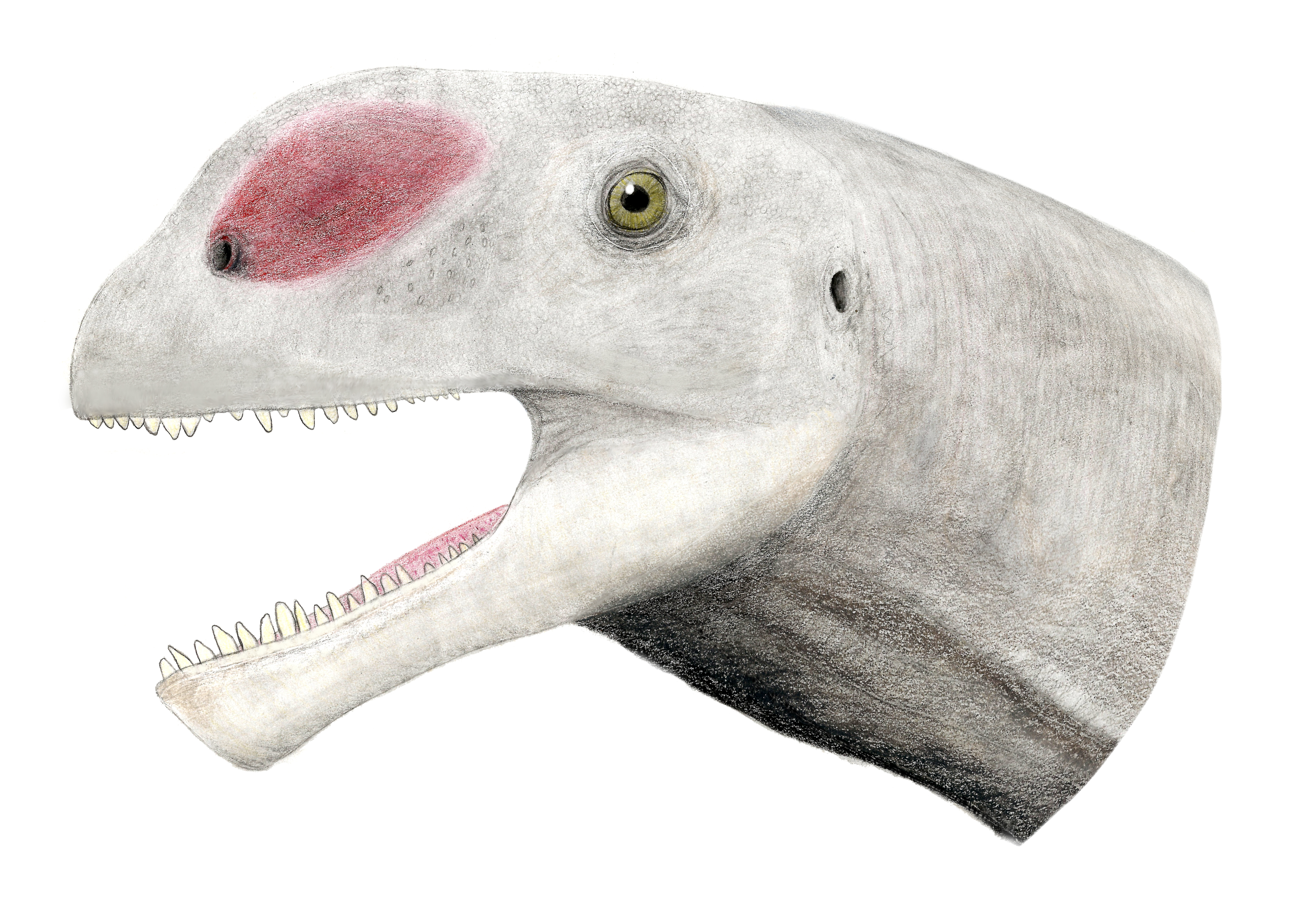
頭部の復元図

## 命名
属名は、ギリシャ語で「繊細な」のという意味のαβρο（abros）と「トカゲ」を意味するσαυρος（sauros）から「繊細なトカゲ」の意味で、薄い骨の支柱で区切られた大きな開口部をもつ頭骨の特徴にちなむものである。現在知られている種は A. dongpoiのみであり、この種小名は蘇東坡としても知られる11世紀の中国の詩人蘇軾 に献名されたもので、蘇軾が四川出身であることにちなむ。
アブロサウルスの命名には長く、入り組んだ過程があった。アブロサウルスは1984年に発見され、中国の古生物学者である歐陽輝により1986年にPh.D.の学位論の中で "A. gigantorhinus"として記載された。しかし、 "Abrosaurus gigantorhinus"という種名は少なくとも1回は不正確に使用されたことはあるものの、ICZNの基準を満たすものではないため、裸名（nomen nudum）として扱われた。歐陽は1989年にこの種をA. dongpoensisとして公式に記載したものの、学名においてラテン語の接尾語-ensis は正確には場所を称えるのに使用するものであるため、より正確な男性の個人を称えるために使用する接尾語である-iを含む名に改正されている。 Abrosaurus dongpoiが現在この分類群の名として受容されている。

## 分類
アブロサウルスは最初カマラサウルス科（Camarasauridae）の竜脚類として記載されたももの、特定の科に属しているか明確でなく、後の研究ではカマラサウルスそのものと同様に基底的なマクロナリア類であると示唆されている。しかし、アップチャーチらはアブロサウルスの化石は十分に記載されておらず、竜脚類の系統樹上に正確に配置することは難しいとしている。

## 標本
ホロタイプであるアブロサウルスの最初の標本はほぼ完全で保存状態の良い頭骨である。この他にこの属のものとされる部分的な頭骨と部分骨格が各1つあるが、記載は行われていない。これらの標本は全て、中国四川省の自貢市の近くにある大山舗発掘地で発見され、自貢恐竜博物館に収蔵されている。大山舗累の下沙溪廟累層（en）ではアブロサウルスおよび他に4種の竜脚類が発見されている。この地層の年代はジュラ紀中期バトン期からカローヴ期（1億6800万年前-1億6100万年前）と推定されている。

## 参照
1. 1 2 3  Upchurch, P., Barrett, P.M. & Dodson, P. 2004. Sauropoda. In: Weishampel, D.B., Dodson, P., & Osmolska, H. (Eds.) The Dinosauria (2nd Edition). Berkeley: University of California Press. Pp. 259–322.
2. 1 2  Zhang Y. & Chen W. 1996. Preliminary research on the classification of sauropods from the Sichuan Basin, China. In: Morales, M. (Ed.). The Continental Jurassic. Museum of Northern Arizona Bulletin. 60: 97-107.
3. 1 2  Ouyang H. 1989. [A new sauropod dinosaur from Dashanpu, Zigong County, Sichuan Province (Abrosaurus dongpoensis gen. et sp. nov.)]. [Newsletter of the Zigong Dinosaur Museum]. 2: 10-14. [In Chinese]
4. ↑  Peng G. & Shu C. 1999. Vertebrate Assemblage of the Lower Shaximiao Formation of Sichuan Basin, China. In: Wang Y. & Deng T. (Eds.). Proceedings of the Seventh Annual Meeting of the Chinese Society of Vertebrate Paleontology. Beijing: China Ocean Press. Pp. 27–35.